# Jeu de puces
Jeu de puces (на френски: Jeu de puces – „игра на бълхи“, на английски: Tiddlywinks) е френска игра от 1880 г., която се играе на плоска филцова постелка с набори от малки дискове – пулове наречени „намигвания“ (winks), като целта е тяхното изстрелване с катапулт и събиране в централно разположена чаша. Играчите използват пулове (в днешно време направени от пластмаса), които изстрелват в полет. Крайната цел на играта е да се спечелят точки, като се изпратят собствените пулове и се попречи на противника да добави своите.